# English-only movement

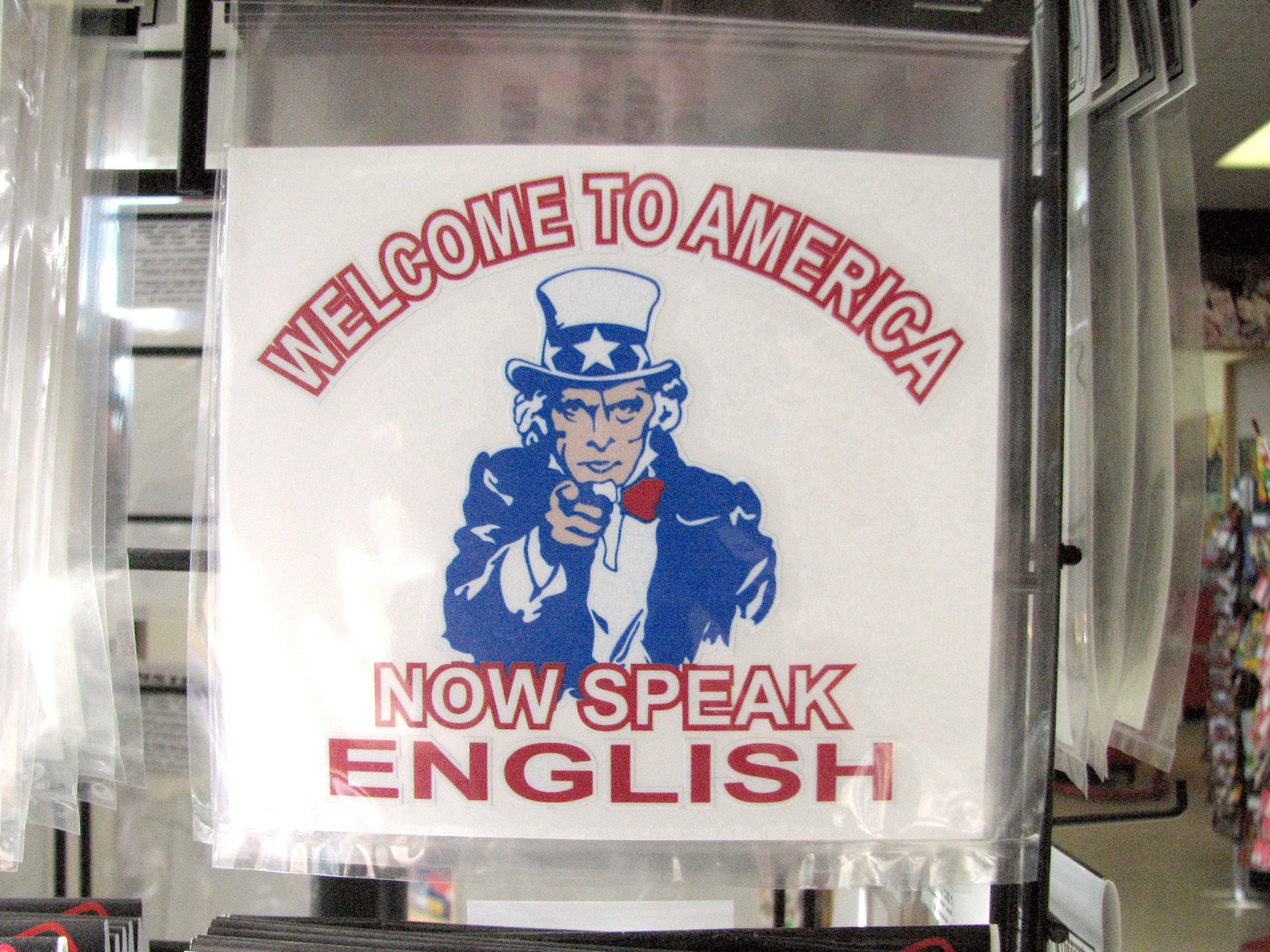
¡Bienvenido a América! Ahora, hable inglés.

El English-only movement, traducido al español como movimiento solo inglés,  llamado por sus adherentes Official English movement es un movimiento político que propone el uso de la lengua inglesa como única lengua oficial en los Estados Unidos de América.
Los seguidores del movimiento sostienen que la oficialización del inglés incrementará las oportunidades para los numerosos inmigrantes en Estados Unidos a aprender y hablar el inglés, ayudando así a su asimilación y éxito en la sociedad estadounidense.
Si bien todos los documentos del gobierno federal estadounidense se escriben en inglés, la ley no lo específica; aunque la mayoría de los estados de la unión lo hacen a nivel local.
Históricamente algunos estados de Estados Unidos han legalizado en algún momento u otro el uso oficial de otras lenguas junto con el inglés (verbigracia, el francés en Luisiana y el español en Nuevo México).
En 1983, el Doctor John Tanton y el senador S. I. Hayakawa fundaron la organización U.S. English para cabildear en pro del uso oficial del inglés en el país.